# Queen Alexandra's Royal Army Nursing Corps
Le Queen Alexandra's Royal Army Nursing Corps (QARANC, aussi connu sous le nom de « QAs ») est le corps des infirmiers de la British Army.
Avec le Royal Army Medical Corps, le Royal Army Veterinary Corps et le Royal Army Dental Corps (en), le QARANC forme l'Army Medical Services.

## Personnalités liées
- Nellie Spindler (1891-1917), staff nurse (QAIMNSR) morte en service à Brandhoek entre Poperinge et Ypres en Belgique.
- Elsie Mabel Gladstone (1886-1919), nursing sister (QAIMNS) morte en service à Namur en Belgique.

## Grades
| Grade de la QAIMNS     | Équivalent de la British Army (depuis 1941) |
| ---------------------- | ------------------------------------------- |
| Staff Nurse            |                                             |
| Sister                 | Lieutenant                                  |
| Senior Sister          | Captain                                     |
| Matron                 | Major                                       |
| Principal Matron       | Lieutenant-Colonel                          |
| Chief Principal Matron | Colonel                                     |
| Matron-in-Chief        | Brigadier                                   |